# Republikanischer Schutzbund
La Republikanischer Schutzbund (en español, Liga de Defensa Republicana) fue una formación paramilitar controlada por el Partido Socialdemócrata de Austria durante la Primera República de Austria, tras la Primera Guerra Mundial.

## Origen

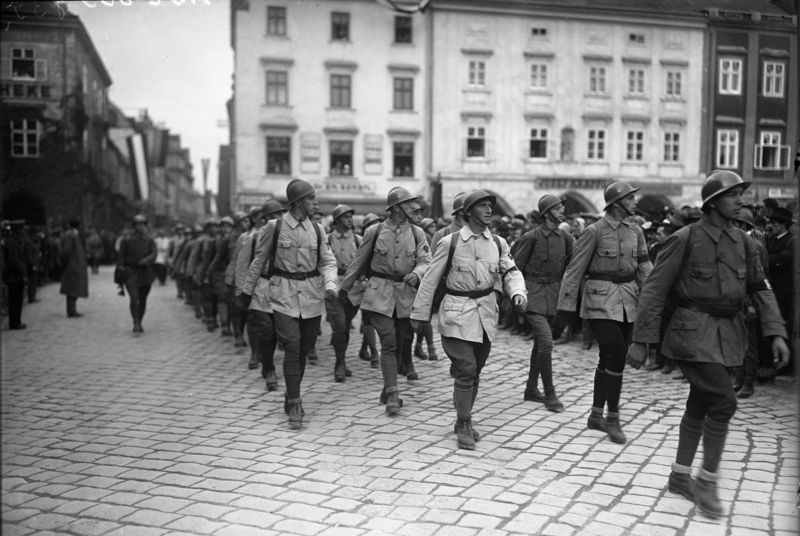
Desfile de la Liga en 1930.

La Republikanischer Schutzbund tuvo su origen, al igual que su principal rival conservadora, la Heimwehr, en las unidades paramilitares que se formaron tras la derrota austrohúngara en la Primera Guerra Mundial para defender las fronteras del nuevo país y defenderse de los saqueadores. Cuando el peligro de invasión o choques fronterizos disminuyó estas unidades se dividieron en aquellas partidarias de los socialistas y las que respaldaban a los conservadores, que pronto contaron con apoyo financiero de la banca y la industria.
Las unidades paramilitares socialistas fueron escasas mientras existió el nuevo ejército republicano, la Volkswehr, bajo control del Partido. Este tuvo que disolverse por exigencias del Tratado de Saint-Germain-en-Laye, que limitó el Ejército a treinta mil hombres y acabó con el proyecto socialista de un gran ejército popular. Estas unidades se abastecían de armas con las que los soldados habían traído del frente y de las que robaban de los arsenales que debían entregarse a la Entente por el tratado de paz, como sus adversarios conservadores de la Heimwehr, aunque con menor éxito. Una vez que el ejército popular dio paso nuevamente a un ejército cada vez más conservador, los socialistas hubieron de afrontar el reto de formar una organización militar propia. Las unidades, preocupadas principalmente por defender los logros de los primeros meses de la posguerra, tenían un carácter puramente defensivo.
El núcleo de la Republikanischer Schutzbund fue la Ordnerwehr, una fuerza desarmada que se utilizaba para mantener el orden en las reuniones políticas. Según las fuerzas reaccionarias fueron ganando fuerza en las vecinas Hungría y Baviera desde el verano de 1919 las unidades socialistas crecieron. En 1921 se organizaron para defender Wiener Neustadt de los enfrentamientos por el control del Burgenland, que entonces se disputaban Austria y Hungría. Fue la única ocasión en que las milicias socialistas cooperaron con el nuevo Ejército controlado por los conservadores, la Wehrmacht.
En la crisis por el intento de restauración monárquica del exemperador Carlos en Hungría la Ordnerwehr volvió a prepararse para evitarlo.
En la conferencia del Partido de 1922, pocos días antes de la toma del poder por Mussolini, se hizo hincapié en la importancia de la Ordnerwehr como medio de evitar un posible golpe de Estado derechista en Austria. Los estatutos de la formación, redactados en mayo de 1922, destacaban la necesidad de disciplina y el carácter defensivo de la misma. La conversión de la formación en un miniejército de elite o su extensión a todos los miembros del partido fue un dilema que se debatió ampliamente en el Partido.
Los debates sobre la función de la organización paramilitar llevaron a comienzos de 1923 a su remodelación. El 17 de febrero de 1923 se decidió unificar las distintas unidades de la Ordnerwehr en una única organización bajo el control del Partido, creándose la Republikanischer Schutzbund en 12 de abril de 1923. La nueva fuerza se abastecía de armas del arsenal militar, controlado por el Partido. Siempre tuvo, sin embargo, problemas para ocultar su armamento a las fuerzas de seguridad.
Su fin principal era la protección de la república, la constitución, evitar un posible golpe de Estado y servir como fuerza de seguridad en las reuniones políticas, evitando en lo posible el uso de armas, que solo usaba en momentos de gran provocación de sus enemigos.
Bajo control inicialmente de los consejos de soldados, pasó a depender directamente del Partido Socialdemócrata cuando estos fueron disueltos en 1924.
A lo largo de 1923 se formaron delegaciones de la nueva organización en todos los estados austriacos salvo en el Burgenland, donde todas las organizaciones paramilitares estaban prohibidas.

## Historia
Desde el comienzo la Liga se vio envuelta en enfrentamientos con sus rivales de la derecha. En noviembre de 1923 se puso en alerta ante la posibilidad de que el golpe de Estado de Múnich llevase a intentos similares en Austria. En esta época creció la relación entre la Liga y los sindicatos, que aportaron notable financiación a aquella a cambio de sus servicios como «policía proletaria».
A pesar de la celebración de concentraciones y el uso de bandas militares, la pertenencia a la Liga conllevaba riesgos para sus miembros: 3 de ellos murieron a manos de sus rivales nazis ya en 1923.
Los enfrentamientos y las muertes continuaron en 1924, cuando la derecha comenzó una campaña de desprestigio de la Liga, acusándola de ser un instrumento de Francia, planear un golpe de Estado, disponerse a asaltar iglesias y conventos o embargar las cosechas a los campesinos. Los desmentidos de la Liga solo hicieron crecer la hostilidad de la derecha austriaca. A menudo la campaña contra la Liga contó con la colaboración del gobierno, conservador.
En 1925, ante la tensión creciente entre Italia y Austria por el Tirol, el Ejército acabó por solicitar la ayuda de la Liga, que la concedió aunque acabase por no ser necesaria. Las autoridades mantenían entonces una actitud ambigua hacia la formación paramilitar.
En julio de 1926 se reafirmó el carácter defensivo de la formación, meses antes de que Ignaz Seipel volviese a la cancillería y comenzase una campaña hábil y sistemática contra los socialdemócratas. En la conferencia del Partido en Linz en octubre se afirmó la necesidad de una «violencia defensiva» que quedaría en manos de la Liga, y se aprobó el nuevo programa electoral. El pacifismo de la dirección del Partido, sin embargo, contradecía su predicción de una guerra civil defensiva contra la reacción de la derecha que amenazaba la república.
Continuaron los enfrentamientos entre la Liga y la Heimwehr, siendo el de Schattendorf de enero de 1927 el más grave hasta aquel momento. En marzo estalló la crisis del arsenal, que los socialdemócratas habían controlado en la posguerra, ocultando gran cantidad de armas. Muchas de ellas habían quedado ocultas ilegalmente a la Entente por acuerdo de socialdemócratas y socialcristianos, bajo custodia de los primeros. En mayo la retirada de algunas armas por los socialcristianos llevó a una grave crisis por la reacción de los socialdemócratas, que trataron de evitarlo. Aunque estos lograron la retirada del Ejército del arsenal, el incidente desacreditó al Partido entre la burguesía, reforzando al canciller y dando la impresión de que la Liga era una formación socialista que se preparaba para un golpe de Estado.

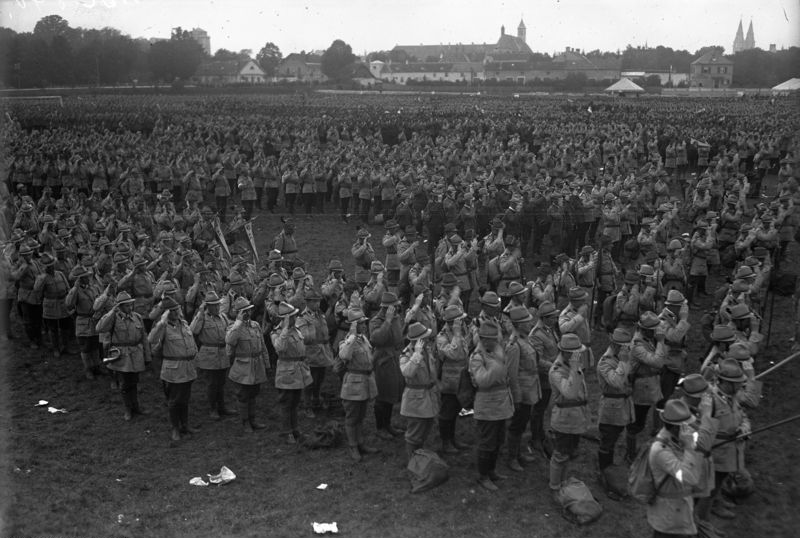
Concentración de la Heimwehr, principal rival derechista de la Liga.

Durante la grave revuelta de julio de 1927, causada por la absolución de los acusados del incidente de Schattendorf de enero, la dirección del Partido trató de calmar el desencanto de los seguidores, negándose al comienzo a movilizar a la Liga para evitar enfrentamientos con las autoridades y tratando de evitar la huelga convocada el 15 de julio de 1927 o las marchas de protesta por el veredicto. Para cuando se decidió la intervención de la Liga por las noticias sobre enfrentamientos con la policía era tarde y varios edificios habían sido incendiados. Tratando de mediar entre policía y manifestantes, se vio enfrentada a ambos y solo pudo permitir el paso de los bomberos. A pesar de su ayuda a la policía, esta abrió fuego contra los miembros de la Liga, desarmados. Incapaz de unirse a un bando o a otro, recibió la orden de retirarse.
Tras la crisis se defendió oficialmente la actuación de la Liga, mientras en privado se admitía su fracaso. El ala derecha del Partido defendió la disolución de la formación y la negociación con el gobierno, mientras que el ala izquierda se opuso, creyendo que se interpretaría como un signo de debilidad.
En octubre el V congreso de la formación supuso su renovación, convirtiéndose en una unidad más militarizada y más controlada por el Partido.
En 1928 se desarrollaron unas conferencias de desarme, que Seipel se encargó de sabotear, exigiendo condiciones imposibles de aceptar para los socialdemócratas, a la vez que, en diciembre, mostraba su apoyo explícito a la Heimwehr. Desde el otoño la Liga se preparó para evitar un golpe militar de la Heimwehr.
En agosto de 1929 tuvo lugar un duro enfrentamiento con 4 muertos y sesenta heridos en Sankt Lorenzen, Estiria, entre la Liga y la Heimwehr. Se sospechaba que la Heimwehr quería provocar la caída del gobierno del conservador moderado Ernst Streeruwitz y dar un golpe de Estado. La Liga se declaró dispuesta a impedirlo, mientras Seipel utilizaba la tensión para defender su vuelta al gobierno y realizar cambios constitucionales favor de su postura antidemocrática.
A comienzos de 1929 preparó un plan de defensa de la capital ante un posible intento de la Heimwehr de tomar los edificios oficiales,130 mientras se desarrollaban las negociaciones para cambiar la constitución entre el Partido y el nuevo canciller Johann Schober.
En 1929, en la víspera de los cambios constitucionales que debían debilitar la posición socialista en la vida política austriaca a cambio de que la Heimwehr abandonase sus planes de golpe de Estado, la formación contaba con unos cien mil miembros, unos treinta mil de ellos milicias de combate de admirable disciplina. Tenía su punto débil en la escasez de oficiales capaces y de armamento. En el VI congreso en octubre se puso de manifiesto el notable crecimiento de la Liga.
Respaldados por la constitución, los socialistas mantuvieron su apoyo a la misma y no desafiaron al gobierno, al contrario que la Heimwehr, mostrándose repetidamente dispuestos a desarmar su formación paramilitar si se producía un desarme general.
A comienzos de 1930 la Liga llevó a cabo varias maniobras, como muestra de su disciplina y para tratar de amedrentar a los conservadores radicales opuestos a los cambios constitucionales aprobados a finales de 1929. En el verano Schober volvió a proponer un desarme de las formaciones paramilitares, que la Heimwehr rechazó de plano y la Liga aceptó, pero que no se llevó a cabo por la negativa de su rival.
En septiembre de 1931, tras el infructuoso intento del canciller Carl Vaugoin de desacreditar a los socialdemócratas mediante la captura de las armas escondidas de la Liga, esta entró en alerta para forzar al gobierno a aplastar el intento de golpe de Estado de Walter Pfrimer, dirigente de la Heimwehr, en Estiria.
En enero de 1932 la Liga perdió siete mil rifles y 8 ametralladoras en registros de la policía del principal distrito obrero de Viena, el Ottakring. Mientras, la policía permitía el abastecimiento de armas de la Heimwehr, a pesar de su reciente intento de golpe. Se trató de reforzar la capacidad militar de la organización, pero sin permitirse prácticas con armas para no provocar a las autoridades. En el verano dieciséis mil miembros volvieron a participar en maniobras, mientas que en octubre hubo graves enfrentamientos con los nazis en Simmering.
La clausura del Parlamento por el canciller Engelbert Dollfuß forzó a la Liga a sopesar la opción de usar a fuerza contra el gobierno, cada vez más autoritario. A continuación el gobierno de Tirol prohibió la Liga, acusándola de estar preparando un golpe de Estado. El 30 de marzo de 1933 el canciller la prohibió en todo el país. El Partido ordenó acatar la orden y solo hubo incidentes aislados.
A la Liga le sucedió una nueva organización, la Ordnerschaften, que el gobierno trató de prohibir pero que el tribunal supremo permitió subsistir. La nueva organización fue mucho más débil que la Liga, que muchos militantes abandonaron con desilusión ante la falta de reacción por la disolución del Parlamento, que creían debía haber sido el momento de defender la constitución.
El 3 de febrero de 1934 los principales dirigentes de la "nueva Liga" fueron arrestados por las autoridades, desbaratándola para la lucha del 12 de febrero.